# Nicolaus Emundi
Nicolaus Emundi, född 1585, död 9 november 1653 i Rappestads socken, var en svensk präst i Rappestads församling och kontraktsprost i Valkebo kontrakt.

## Biografi
Nicolaus Emundi föddes 1585. Han blev 1612 student vid Uppsala universitet, Uppsala och prästvigdes 14 april 1615. Emundi blev 1620 kollega i Skövde och 1624 i Linköping. Han blev 1624 rektor i Vadstena och 13 februari 1634 kyrkoherde i Rappestads församling. Emundi blev 17 april 1641 kontraktsprost i Valkebo kontrakt. Han avled 9 november 1653 i Rappestads socken.

### Familj
Nicolaus Emundi gifte sig med Margareta Figrelius, dotter till prosten Nicolaus Hemmingi i Landeryds socken. De fick tillsammans barnen riksrådet Emund Gripenhielm (1622–1675), Sara Figrelius (1636–1720) som var gift med professorn Magnus Celsius vid Uppsala universitet, Maria Elisabeth Figrelius som var gift med konsistorienotarien J. L. Schlintzelius vid Linköpings konsistorium och Susanna Figrelius som var gift med kyrkoherden Haqvinus Neokylander i Västra Hargs församling. Barnen antog efternamnet Figrelius.